# Bacanius sulcisternus
Bacanius sulcisternus är en skalbaggsart som beskrevs av Wenzel 1944. Bacanius sulcisternus ingår i släktet Bacanius och familjen stumpbaggar. Inga underarter finns listade i Catalogue of Life.